# Pjotr Michailowitsch Nikiforow
Pjotr Michailowitsch Nikiforow (russisch Пётр Михайлович Никифоров; * 30. Septemberjul. / 12. Oktober 1882greg. in Ojok, Gouvernement Irkutsk; † 6. Januar 1974 in Moskau) war ein russischer kommunistischer Revolutionär, sowjetischer Funktionär und Politiker. Er war Vorsitzender des Ministerrates (Staatsoberhaupt) der Fernöstlichen Republik.

## Leben
Nikiforow entstammte einer Arbeiterfamilie und musste selbst bereits im Alter von 12 Jahren einer Arbeit nachgehen. Er schloss sich 1901 der revolutionären Bewegung an und war seit 1904 Mitglied der Sozialdemokratischen Arbeiterpartei Russlands (SDAPR). 1905 wurde er als Agitator zur russischen Flotte in Kronstadt entsandt. Nach dem Ende des Matrosenaufstandes in Kronstadt ging er in den Untergrund und arbeitete für die SDAPR in verschiedenen russischen Städten, bevor er 1908 die Leitung der militärischen Abteilung der SDAPR in Irkutsk übernahm. 1910 wurde er verhaftet und zunächst zum Tode verurteilt, die Strafe wurde aber zu 20 Jahren Zwangsarbeit umgewandelt. Nach der Februarrevolution 1917 wurde er entlassen und wurde Mitglied des Irkutsker Sowjets, dann Vizepräsident des Wladiwostoker Sowjets. Nikiforow war zudem Mitglied des Fernostbüros der SDAPR(B) und Herausgeber der Zeitung „Красное знамя“ (dt. Die Rote Fahne).
Ende 1918 geriet er in Haft Weißer Truppen, in der er bis 1920 verblieb. Nach seiner Haft wurde er 1920 sowjetischer Funktionär der Fernöstlichen Republik: er war ab 1920 Vorsitzender des Fernost-Komitees der Russischen Kommunistischen Partei (Bolschewiki) und Mitglied des Fernostbüros des ZK der RKP(B). Von Mai 1920 bis Dezember 1921 war er Vorsitzender des Ministerrates der Fernöstlichen Republik.
Nach der Eingliederung des Pufferstaats in die Russische Sozialistische Föderative Sowjetrepublik (RSFSR) leitete Nikiforow von 1923 bis 1925 die Aktienbank für Elektrifizierung „Elektrobank“ (russisch Электробанк). Von Mai 1925 bis September 1927 war er Außerordentlicher und Bevollmächtigter Gesandter der UdSSR in der Mongolischen Volksrepublik. Anschließend arbeitete er im Rat der Volkskommissare der UdSSR und als Stellvertretender Volkskommissar für Versorgung der RSFSR.
Das Leben Nikiforows diente Nikolai Popow als Vorlage für den Roman Dessant Taisjo (Десант Тайсё, 2007, ISBN 9785953320528).

## Ehrungen
Nikiforow wurde mit dem Leninorden, dem Orden der Oktoberrevolution (1972) und dem Orden „Zeichen der Ehre“ ausgezeichnet.

## Werke
- The strike of the dredging fleet, 1905. Modern Books, London 1931.
- Streik: Aus den Kämpfen des südrussischen Proletariats nach der Revolution von 1905. Verlagsgenossenschaft ausländischer Arbeiter in der UdSSR, Moskau/Leningrad 1933.